# Kålgård
En kålgård er den gamle betegnelse for en ”have med kaal og andre køkkenurter, køkkenhave”, iflg. Ordbog over det Danske Sprog. I nogle egne af landet – der hvor jorden ikke i særlig grad egnede sig til havebrug – var kålgård blot betegnelsen for ’have’, da der i disse egne ikke i større antal fandtes andre slags haver (fx humlehave, abildgård, prydhave). 
Der var i det hele taget stor forskel på, hvor meget haverne dyrkedes i de forskellige egne af landet. Her fremhæves Fyn ofte som et sted, hvor havedyrkningen var langt fremme. Landøkonomen Gregers Begtrup skrev fx i 1806 følgende om forholdene i Åsum herred på Fyn: "Hvad den Fyenske Bonde sparer i sin Huusholdning mod den Siellandske Bonde, ved det at hiin har Kjøkken og Frugthave og denne ikke, det kan jeg vel ikke beregner eller bestemme; men at han har god Fordeel af sin Hauge, er klart nok, da han har selv det for intet, som den Siellandske Bonde maae kjøbe, saasom fornøden Humle, Grøn- og Hvidkaal, Gulerødder, Pedersillie, Pestinakker, Purre, Timian". De fynske bønder havde altså stort set til egen husholdning i deres haver.
Den vigtigste grøntsag i kålgården var også den, der har givet navn til haven – nemlig kålen. Og først og fremmest grønkålen, der kunne stå i jorden selvom det blev frostvejr, og fortsat give et næringsrigt måltid i form af grønkålssuppe. Hvidkål fik også stor betydning og i løbet af 1800-tallet kom nye kåltyper til, rosenkål og rødkål.
I 1700-tallet fik grønkålen efterhånden konkurrence af kartoflen, der bragtes til Danmark først af de franske huguenotter, der i 1719-20 bosatte sig i Fredericia efter at være fordrevet fra deres hjemland af religiøse årsager og siden – med større held – af de såkaldte kartoffeltyskere. De tyske familier kom til Danmark for at opdyrke den jyske hede i 1759-60, og de bragte viden om kartoffeldyrkning med. På den magre hedejord var der stor interesse for, hvordan man fik jorden til at yde sit yderste, så det var de vestjyske bønder, der først tog kartoflen til sig. 
På steder med bedre jord, var man mere skeptisk overfor denne nye rodfrugt, som bønderne mente, var både usund og uden større næringsværdi. Om fynboerne og kartoflerne hedder det i 1840’erne: "Den fynske bonde holder nok af kartofler til afveksling i føden og til et dagligt supplement til brødet; men grundlaget at arbejde på vil han nok have skal være et godt stykke kød eller flæsk". Fra midt i 1800-tallet havde kartoflen sejret og benyttedes både som menneskeføde, dyreføde, brændevin, kartoffelmel (til stivelse) mv.
Udover kål og kartofler kunne kålgården rumme en mængde andre grøntsager og krydderurter til brug i madlavning, som lægeurter mv. Tidligst finder man fx ærter, løg og hvidløg og forskellige krydderurter., og i 1806 nævnes, at "I haverne dyrkes Kartofler, Gulerødder, Roer og Kaal til Husets Fornødenhed". Midt i af 1800-tallet kom grønne ærter, selleri, rødbede og bønner ind i haverne og hen imod 1900 var tiden også kommet til fx agurker, salat og asparges.